# Arago (cratère martien)
Pour les articles homonymes, voir Arago.
Arago est un cratère d'impact d'environ 152 km de diamètre situé sur Mars dans le quadrangle d'Arabia. Il a été nommé en référence à l'astronome français François Arago (1786-1853).
Situé entre les cratères Henry et Tikhonravov et à l'extrémité septentrionale de Naktong Vallis dans Terra Sabaea, les contours de ce cratère sont très érodés, à peine visibles sur les clichés (certaines portions sont même complètement aplanies), comme si le cratère lui-même avait été comblé par la poussière — ou des sédiments lors d'une phase de submersion suggérée par la juxtaposition avec Naktong.